# Fantasie voor klarinet en piano
Fantasie voor klarinet en piano (FS 3h) is een compositie van de Deense componist Carl Nielsen. Het eendelig werk is geschreven toen Nielsen 16 jaar oud was; hij moest officieel nog aan een studie compositie beginnen. De muziek is “klassieker” dan het overig repertoire van hem. Hij was toen nog erg onder de indruk van componisten uit vroeger tijden, met name Niels Gade. Tot op heden (2007) heeft men niet kunnen ontdekken wie M. Hansen is; er waren te veel personen met die naam in de kennissenkring van Nielsen.

## Bron en discografie
- Uitgave Dacapo; Diamant Ensemble